# Renner Peak
Der Renner Peak ist ein rund 1100 m hoher Berg an der Rymill-Küste des Palmerlands auf der Antarktischen Halbinsel. Er ist die dominierende Erhebung eines Massivs zwischen dem Chapman- und dem Naess-Gletscher.
Das UK Antarctic Place-Names Committee benannte ihn 1976 nach Robert Geoffrey Boshier Renner (* 1934), der von 1963 bis 1965 als Geophysiker des British Antarctic Survey auf Stonington Island tätig war.